# Domenico della Rovere
Domenico della Rovere (1442 - 22 de abril de 1501) foi um cardeal e patrono das artes italiano.

## Vida
Nascido em Vinovo, perto de Turim, filho de Giovanni della Rovere e Anna del Pozo  e parente do Papa Sisto IV, se aproveitando do extenso nepotismo deste último.
Em 1478, foi nomeado Bispo de Tarantaise sucedendo seu irmão, Cristoforo della Rovere. No mesmo ano, em 10 de fevereiro, foi criado cardeal de São Vital por Sisto IV (um ano depois, ele trocou o título com o de San Clemente). Também em 1478, recebeu o título de bispo de Montefiascone e Corneto, que manteve até sua morte. Em 1482, foi nomeado para a diocese de Genebra, que imediatamente trocou com a de Turim, aonde chegou em 1483. 
Depois da morte de Sisto em 1484, foi para Roma para participar do conclave papal que elegeu o Papa Inocêncio VIII. Della Rovere permaneceu em Roma durante a maior parte de sua vida, deixando a diocese de Turim para os seus colaboradores, incluindo o sobrinho Giovanni Ludovico della Rovere. No Piemonte, ele financiou o Colegiado de Saluzzo e a reconstrução da Catedral de Turim, bem como um novo castelo em Vinovo para servir como sua residência. Em Roma, encomendou a ornamentação por Pinturicchio (incluindo o Teto dos Semi-Deuses) do Palazzo dei Penitenzieri, cuja construção tinha começado em 1480, talvez sob o projeto de Baccio Pontelli.
Faleceu em Roma em 1501, e atualmente está enterrado na Catedral de Turim.